# 1855 en Belgique
Chronologie de la Belgique
- 1851
- 1852
- 1853
- 1854
- 1855
- 1856
- 1857
- 1858
- 1859

Cette page recense des événements qui se sont produits durant l'année 1855 en Belgique.

## Chronologie
- 21 janvier : le théâtre de la Monnaie est détruit par un incendie[1].

## Culture

### Architecture

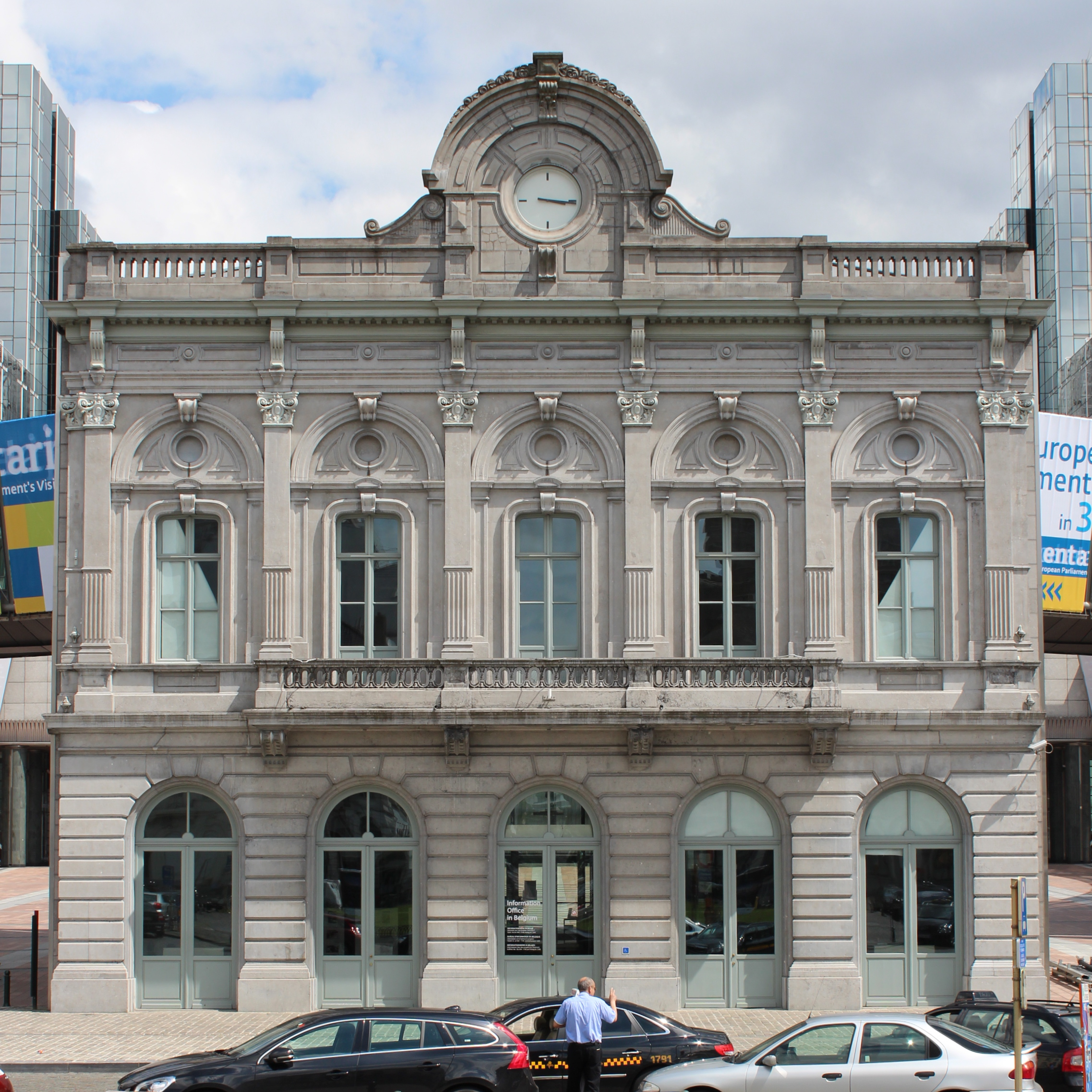
Gare de Bruxelles-Quartier Léopold (Gustave Saintenoy).

### Peinture

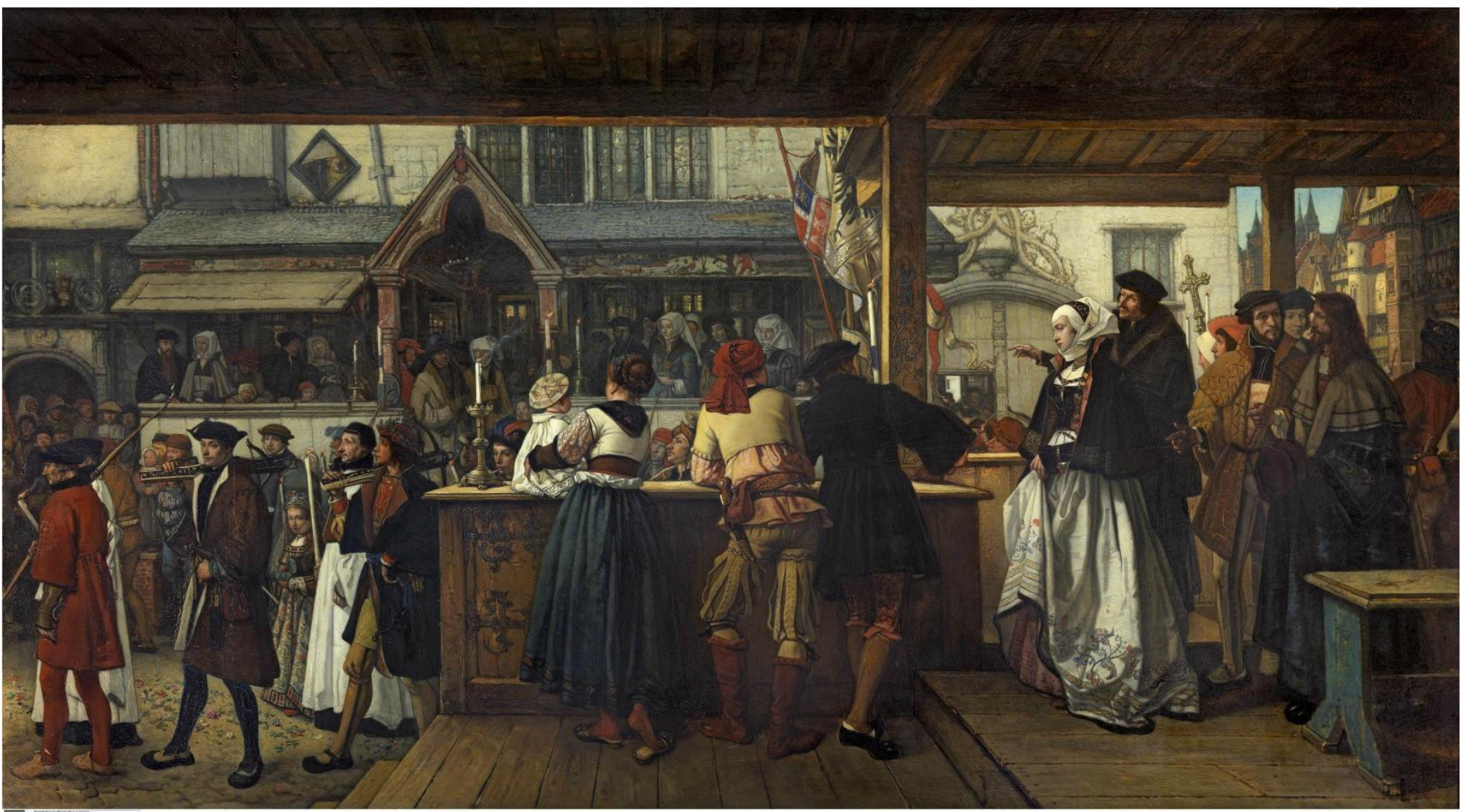
Albrecht Dürer lors de sa visite à Anvers en 1520 (Henri Leys)
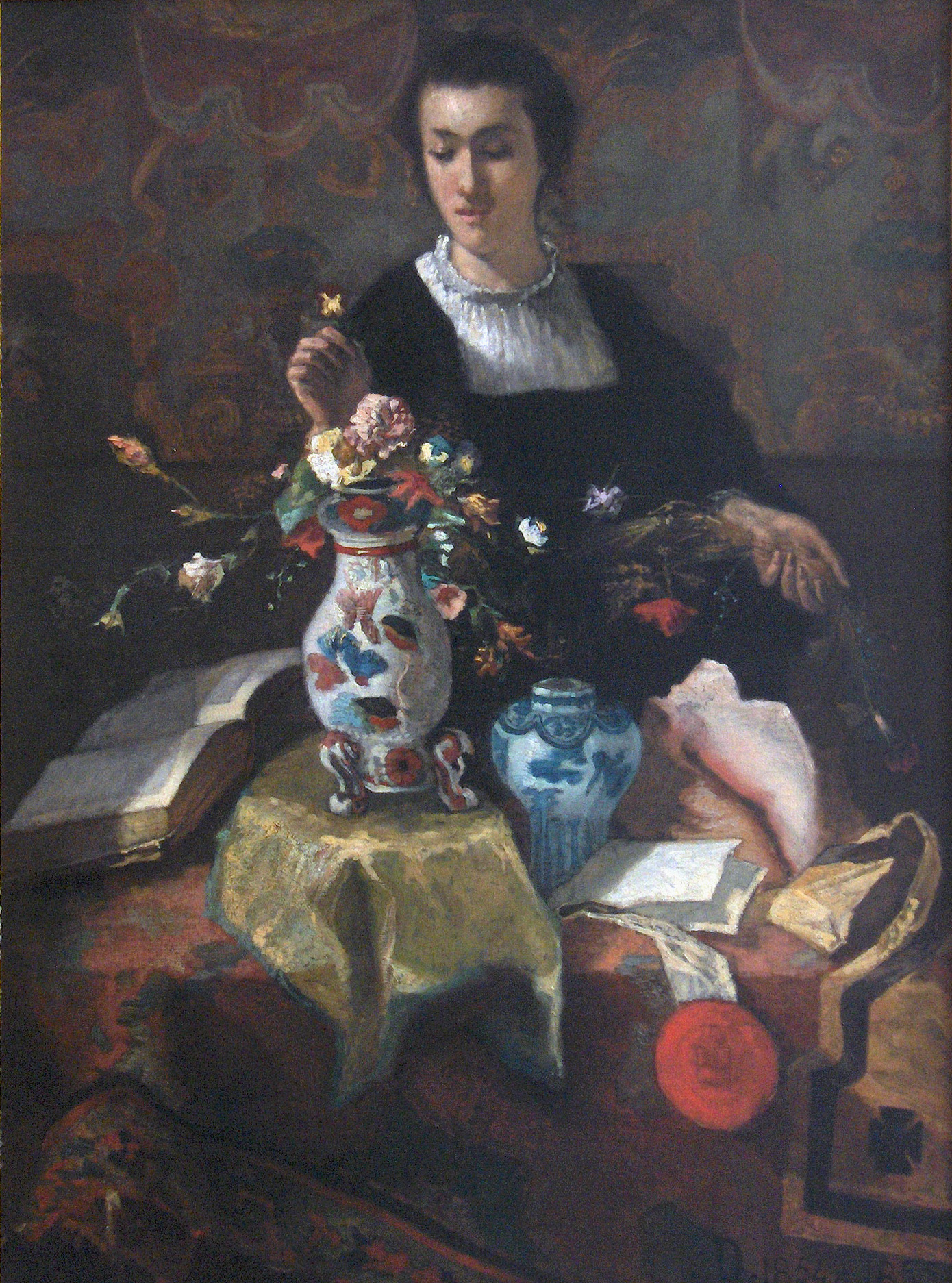
La Femme au bouquet (Louis Dubois)

## Sciences
- Mathématiques : surface minimale de Catalan.